# Dimităr Zlatanov
Dimităr Popov Zlatanov (in bulgaro Димитър Попов Златанов?; Ihtiman, 9 novembre 1948) è un ex pallavolista bulgaro.

## Biografia
Vinse la medaglia d'argento al campionato mondiale del 1970. 
Partecipò a tre edizioni dei Giochi olimpici: a Monaco di Baviera 1972 fu portabandiera per il suo paese alla cerimonia di apertura, mentre a Mosca 1980 vinse la medaglia d'argento.
In patria vinse 8 campionati nazionali con il CSKA Sofia.
Terminata l'attività agonistica si trasferì in Italia per intraprendere la carriera di allenatore.
Suo figlio, Hristo Zlatanov, è stato anch'egli un pallavolista di livello internazionale.
È l'unico bulgaro presente nella Volleyball Hall of Fame, in cui è stato ammesso nel 2007.

## Palmarès
| Anno | Manifestazione      | Sede              | Risultato | Note  |
| ---- | ------------------- | ----------------- | --------- | ----- |
| 1968 | Giochi olimpici     | Città del Messico | 6º        | [ 2 ] |
| 1970 | Campionato mondiale | Bulgaria          | Argento   |       |
| 1972 | Giochi olimpici     | Monaco            | 4º        | [ 3 ] |
| 1980 | Giochi olimpici     | Mosca             | Argento   | [ 4 ] |